# Fons oral Dones del 36
El fons oral Dones del 36 de l'Arxiu Històric de la Ciutat de Barcelona (AHCB) és una col·lecció de nou biografies orals de dones que van viure durant la Segona República i la Guerra civil espanyola. El testimoni va ser recollit l'any 1997 i donat a l'AHCB un any més tard. Les entrevistes, que es troben transcrites i digitalitzades, van anar a càrrec de la historiadora Mercedes Vilanova i l'antropòloga Mercedes Fernández-Martorell.

## Les dones entrevistades
- Victoria Carrasco Peñalver (1917-2003), nascuda a Torres de la Alameda (Madrid); durant la guerra s'afilià a les Joventuts Socialistes Unificades (JSU). Va ser condemnada a trenta anys de presó i, l'any 1946, li va ser commutada la pena. Ja en llibertat, va militar en el Partido Comunista de España.
- Carme Casas Godessart (1921-2013), nascuda a Alcalá de Gurrea (Osca); l'any 1936 es va incorporar a les JSU de Lleida, on s'havia traslladat per la feina del seu pare. Va cursar els seus estudis a Manresa i d'allà va ser evacuada a Barcelona. Exiliada a França, durant la Segona Guerra mundial va ser enviada a un camp de concentració.
- Rosa Cremón Parra (1914-2005), nascuda a Villaverde (Madrid), va viure a França abans de la guerra. El 1936, va entrar a Espanya i va ser destinada als hospitals de les Brigades Internacionals. Acusada i detinguda dues vegades, l'any 1955 va aconseguir la llibertat definitiva.
- Trinidad Gallego Prieto (1913-2011) va néixer a Madrid i molt aviat va ingressar al Partido Comunista de España. Va ser condemnada a presó amb la seva mare i la seva àvia, on va estar set anys; a la sortida, va ser desterrada a Barcelona.
- Enriqueta Gallinat i Roman (1909-2006), nascuda a Barcelona; va ser la secretària de l'últim alcalde republicà de la ciutat de Barcelona, Hilari Salvadó i Castell. Militant d'Esquerra Republicana de Catalunya des de l'any 1931, un cop acabada la guerra es va exiliar a França amb el seu marit, Enric Tubau, i va col·laborar amb la resistència francesa.
- Conxa Pérez Collado (1915-2014), nascuda al barri de Les Corts de Barcelona, es va afiliar al sindicat CNT l'any 1931. Durant la Guerra civil, va participar en la lluita en la columna Ortiz a l'Aragó; va travessar la frontera cap a França i, en arribar els alemanys, va ser internada al camp d'Argelers.
- Manola Rodríguez Lázaro (1917-2010) va néixer a Bilbao i aviat ingressa a les JSU. Durant la Guerra civil va lluitar al front de Somosierra, i al final del conflicte la van empresonar a Alacant, on va tenir el seu primer fill. Finalment, van fugir a Barcelona amb el seu company, Desiderio Babiano.
- Maria Salvo Iborra (1920) va néixer a Sabadell i el 1936 va ingressar a les JSU. El 1939, amb la derrota de la República, va marxar a l'exili. Però en començar la Segona Guerra mundial la gendarmeria francesa la va lliurar a la guàrdia civil. Condemnada a trenta anys de presó, en va complir setze en diverses presons franquistes; quan en va sortir, va ser desterrada a Santander.
- Pilar Santiago Bilbao (1914-1998) va néixer a Barruelos (Palència), però ben aviat es traslladà a viure al barri de Sant Andreu de Barcelona. Afiliada al Bloc Obrer i Camperol, durant la Guerra civil va participar en la branca femenina del POUM i en activitats de propaganda del partit. Des de França, es va exiliar a Mèxic amb el seu segon marit, Rafael Trueta.

## Associació Les Dones del 36
Totes elles, menys Pilar Santiago, van ser les fundadores de l'Associació Les Dones del 36 que, des del seu inici, l'any 1997, fins a la seva dissolució, l'any 2006, va intentar recuperar la memòria històrica del que va ser la Guerra del 1936-1939 i la postguerra franquista: exili, presó, lluita clandestina, camps de concentració, sempre des del vessant femení. Enriqueta Gallinat i Maria Salvo van formar part del projecte anomenat Presó de Dones de les Corts 1939-1955, impulsat pel Memorial Democràtic de Catalunya.

## Contingut de les entrevistes
Aquesta col·lecció és doblement valuosa, ja que cada entrevistada ho és per partida doble. Des de la mirada de la història, tractant temes com la Segona República, els ateneus, el pas per les presons, les txeques, la vida als camps de concentració (Argelers, Sant Cebrià), l'exili i la repressió franquista. I des de la perspectiva de l'antropologia, quan recull aspectes de la vida quotidiana i temes relacionats amb la condició de la dona, com la vida familiar, la sexualitat i les activitats laborals i professionals.
Com diu Isabel Olesti, “són dones excepcionals que van treballar sempre a l'ombra i que mai no han tingut un reconeixement fins ara, que es comença a despertar la memòria històrica d'un temps que ens han volgut silenciar”.